# Diomedéa
Pour l'oiseau de mer, voir Diomedea.
Diomedéa Inc. (株式会社ディオメディア, Kabushiki gaisha Diomedia, stylisé diomedéa) est un studio d'animation japonaise situé à Nerima dans la préfecture de Tokyo, au Japon, fondé le 5 octobre 2005 après une scission avec Group TAC. Avant novembre 2007, il était connu sous le nom de Studio Barcelona (有限会社スタジオバルセロナ, Yūgen gaisha (en) Sutajio Baruserona).

## Historique

### Studio Barcelona
Le 5 octobre 2005, Nobuyuki Suga, ancien producteur de Group TAC, fonde la société de production d'animation Studio Barcelona à Kōenji, un quartier de Tokyo à Suginami. Elle a été nommée d'après l'affiche du FC Barcelone, le club de foot dont Suga en est un fan. Depuis la création de la société, ils collaborent souvent avec Tetsuro Satomi (ja) de Burnam Studio et ont principalement travaillé sur les productions de Satomi.
En 2006, l'animateur Makoto Kohara est nommé à co-directeur du studio. Kohara était aussi chargé de former les nouveaux arrivants de chez Shaft, et il envisageait de créer un studio d'animation faisant également office d'école, mais il a finalement répondu à la demande de Suga de renforcer le département de dessin et rejoignit la direction.
Cependant, en 2007, Suga a dû démissionné de son poste de directeur-représentant à cause de sa santé qui s'est détériorée. Kohara a décidé qu'il était préférable de réorganiser l'entreprise, plutôt que de continuer à travailler en tant que Studio Barcelone, et a créé « diomedéa » ; arrêtant au même moment toutes les activités de la première entreprise. Suga ne participe pas à la gestion de diomedéa, ayant quitté l'industrie de l'animation pour se reconvertir en scribe administratif (ja).

### diomedéa
Mitsuru Ohara, alors PDG de Studio Barcelona, a créé la société de production d'animation diomedéa le 28 novembre 2007 pour succéder aux activités et aux actifs de la première société. À l'origine, elle n'était composée que du département de production et celui de dessin, mais elle s'est agrandie progressivement avec la création du département de coloration en 2010 et celui de photographie en 2012. Il existe également une salle de montage hors ligne dans la société.
En 2011, ils décident de produire des produits dérivées de leurs séries et en les vendant sur leur magasin en ligne « diomedéa shop ».

## Filmographie

### Séries télévisées
| Année      | Titre                                            | Dates de 1re diffusion | Dates de 1re diffusion | Nb. éps.       | Notes                                                                                              |
| Année      | Titre                                            | Début                  | Fin                    | Nb. éps.       | Notes                                                                                              |
| ---------- | ------------------------------------------------ | ---------------------- | ---------------------- | -------------- | -------------------------------------------------------------------------------------------------- |
| 2007       | Nanatsuiro★Drops                                 | 2 juillet 2007         | 30 septembre 2007      | 12             | Basée sur le visual novel pour adultes développé par UNiSONSHIFT ; production de Studio Barcelona. |
| 2007       | Kodomo no jikan                                  | 12 octobre 2007        | 28 décembre 2007       | 12             | Adaptation de la série de manga de Kaworu Watashiya ; production de Studio Barcelona.              |
| 2008       | Nogizaka Haruka no himitsu                       | 3 juillet 2008         | 25 septembre 2008      | 12             | Basée sur la série de light novel écrite par Yūsaku Igarashi.                                      |
| 2009       | Shinkyoku sōkai Polyphonica Crimson S (ja)       | 4 avril 2009           | 20 juin 2009           | 12             | Seconde saison de Shinkyoku Sōkai Polyphonica.                                                     |
| 2009       | Nogizaka Haruka no himitsu: Purezza♪             | 6 octobre 2009         | 22 décembre 2009       | 12             | Suite de Nogizaka Haruka no himitsu.                                                               |
| 2010       | Shinryaku! Ika Musume                            | 4 octobre 2010         | 20 décembre 2010       | 12 +2 spécials | Adaptation de la série de manga de Masahiro Anbe ; aussi connu sous le titre Squid Girl.           |
| 2011       | Astarotte no omocha!                             | 10 avril 2011          | 26 juin 2011           | 12             | Adaptation de la série de manga de Yui Haga.                                                       |
| 2011       | Shinryaku!? Ika Musume                           | 26 septembre 2011      | 26 décembre 2011       | 12             | Seconde saison de Shinryaku! Ika Musume.                                                           |
| 2012       | Campione! (en)                                   | 6 juillet 2012         | 28 septembre 2012      | 13             | Basée sur la série de light novel de Jō Taketsuki.                                                 |
| 2013       | Mondaiji tachi ga isekai kara kuru sou desu yo ? | 11 janvier 2013        | 15 mars 2013           | 10             | Adaptation de la série de light novel écrit par Tarō Tatsunoko.                                    |
| 2013       | Gingitsune (en)                                  | 6 octobre 2013         | 22 décembre 2013       | 12             | Adaptation de la série de manga de Sayori Ochiai.                                                  |
| 2013       | Noucome                                          | 9 octobre 2013         | 11 décembre 2013       | 10             | Adaptation de la série de light novel de Takeru Kasukabe.                                          |
| 2014       | Akuma no Riddle                                  | 3 avril 2014           | 19 juin 2014           | 12             | Adaptation de la série de manga de Yun Kōga.                                                       |
| 2015       | Cute High Earth Defense Club Love!               | 6 janvier 2015         | 24 mars 2015           | 12             | Projet original créé par Kurari Umatani.                                                           |
| 2015       | Kantai Collection                                | 8 janvier 2015         | 26 mars 2015           | 12             | Basée sur le jeu du même nom de Kadokawa Games.                                                    |
| 2015       | Unlimited Fafnir (en)                            | 8 janvier 2015         | 26 mars 2015           | 12             | Adaptation de la série de light novel de Tsukasa.                                                  |
| 2015       | Seiken Tsukai no World Break                     | 11 janvier 2015        | 29 mars 2015           | 12             | Basée sur la série de light novel de Akamitsu Awamura.                                             |
| 2015       | Sky Wizards Academy                              | 8 juillet 2015         | 23 septembre 2015      | 12             | Adaptation de la série de light novel de Yū Moroboshi.                                             |
| 2016       | The Lost Village (en)                            | 1er avril 2016         | 17 juin 2016           | 12             | Projet original réalisé par Tsutomu Mizushima et scénarisé par Mari Okada.                         |
| 2016       | Handa-kun                                        | 8 juillet 2016         | 23 septembre 2016      | 12             | Adaptation de la série de manga de Satsuki Yoshino.                                                |
| 2016       | Girlish Number (en)                              | 7 octobre 2016         | 23 décembre 2016       | 12             | Adaptation d'une série de romans écrite par Wataru Watari.                                         |
| 2017       | Fūka                                             | 6 janvier 2017         | 24 mars 2017           | 12             | Adaptation de la série de manga de Kōji Seo.                                                       |
| 2017       | Aho Girl                                         | 4 juillet 2017         | 19 septembre 2017      | 12             | Adaptation de la série de yonkoma de Hiroyuki.                                                     |
| 2017       | Action Heroine Cheer Fruits (en)                 | 7 juillet 2017         | 29 septembre 2017      | 12             | Projet original écrit par Naruhisa Arakawa.                                                        |
| 2017       | My Girlfriend is Shobitch (ja)                   | 12 octobre 2017        | 13 décembre 2017       | 10             | Adaptation de la série de manga de Namiru Matsumoto ; coproduite avec Studio Blanc.                |
| 2018       | Beatless (ja)                                    | 13 janvier 2018        | 28 septembre 2018      | 24             | Adaptation d'une série de romans écrite par Satoshi Hase.                                          |
| 2018       | Chio-chan no tsūgakuro                           | 6 juillet 2018         | 21 septembre 2018      | 12             | Adaptation de la série de manga de Tadataka Kawasaki.                                              |
| 2019       | Domestic na kanojo                               | 12 janvier 2019        | 30 mars 2019           | 12             | Adaptation de la série de manga de Kei Sasuga.                                                     |
| 2019       | Ahiru no Sora                                    | 2 octobre 2019         | 30 septembre 2020      | 50             | Adaptation de la série de manga de Takeshi Hinata.                                                 |
| 2021       | The Saint's Magic Power Is Omnipotent            | 6 avril 2021           | 22 juin 2021           | 12             | Adaptation de la série de light novel écrite par Yuka Tachibana et illustrée par Yasuyuki Syuri.   |
| 2022       | Futsal Boys!!!!!                                 | 9 janvier 2022         | 27 mars 2022           | 12             | Projet multimédia entre diomedéa, Bandai Namco Arts et Bandai Namco Entertainment.                 |
| 2022       | Parallel World Pharmacy                          | 10 juillet 2022        | 25 septembre 2022      | 12             | Adaptation de la série de light novel écrite par Liz Takayama et illustrée par keepout.            |
| À annoncer | The Saint's Magic Power Is Omnipotent (saison 2) | À annoncer             | À venir                | À annoncer     | Suite de The Saint's Magic Power Is Omnipotent.                                                    |

### Original video animation
| Année | Titre                                            | Date(s) de sortie                 | Notes |
| ----- | ------------------------------------------------ | --------------------------------- | --- |
| 2006  | Dai mahō-tōge (ja)                               | 3 mars 2006 - 21 octobre 2008     | Adaptation de 8 épisodes de la série de manga de Hideki Ohwada ; production de Studio Barcelona.                                           |
| 2007  | Kodomo no jikan: Anata ga watashi ni kureta mono | 12 septembre 2007                 | Un épisode compris avec l'édition limitée du 4e volume du manga ; production de Studio Barcelona.                                          |
| 2008  | Kodomo no jikan Recap                            | 7 novembre 2008                   | Un épisode de 86 minutes résumant la première saison de Kodomo no jikan en prenant la perspective de Rin ; production de Studio Barcelona. |
| 2009  | Kodomo no jikan 2 Gakki                          | 21 janvier 2009 - 24 juillet 2009 | Suite de 4 épisodes de Kodomo no jikan ; production de Studio Barcelona.                                                                   |
| 2011  | Kodomo no jikan: Kodomo no natsu jikan           | 21 janvier 2011                   | Suite de Kodomo no jikan 2 Gakki. |
| 2012  | Shinryaku!! Ika Musume                           | 8 août 2012 - 8 septembre 2014    | 3 épisodes sortis avec les 12e, 14e et 17e volumes du manga.                                                                               |
| 2012  | Nogizaka Haruka no himitsu: Finale               | 29 août 2012 - 28 novembre 2012   | Suite de 4 épisodes de Nogizaka Haruka no himitsu: Purezza♪.                                                                               |
| 2012  | Yumekuri (ja)                                    | 28 novembre 2012                  | Adaptation de la série de manga de Hiro.                                                                                                   |
| 2013  | Mondaiji tachi ga isekai kara kuru sou desu yo ? | 20 juillet 2013                   | Épisode sorti avec le 8e volume du light novel.                                                                                            |
| 2014  | Noucome                                          | 20 mai 2014                       | Épisode sorti avec le 8e volume du light novel.                                                                                            |
| 2014  | Akuma no Riddle                                  | 17 décembre 2014                  | 13e épisode non diffusé d'Akuma no Riddle.                                                                                                 |
| 2016  | Sky Wizards Academy                              | 9 mars 2016                       | Épisode sorti avec le 9e volume du light novel.                                                                                            |
| 2018  | My Girlfriend is Shobitch (ja)                   | 26 mars 2018                      | Épisode sorti avec le 6e volume du light novel ; coproduit avec Studio Blanc.                                                              |

### Films
| Année | Titre               | Date de sortie   | Notes                                          |
| ----- | ------------------- | ---------------- | ---------------------------------------------- |
| 2016  | KanColle: The Movie | 26 novembre 2016 | Basée sur Kantai Collection de Kadokawa Games. |

## Participation à d'autres séries d'animation
- Fushigi Hoshi no Futago Hime Gyu!
- Chokotto Sister (2006)
- Otogi-Jūshi Akazukin (2006)
- Bokurano (2007)
- Nagasarete Airantō (2007)
- Skull Man (2007)
- Sola (2007)